# Torneo de Zúrich 1993
El Barilla Indoors 1993 fue un torneo de tenis femenino, disputado del 04 al 10 de octubre de 1993. Fue un evento de categoría Tier I que se jugó en canchas de carpeta en pistas cubiertas como preparativo para el campeonato de fin de año de la WTA. Fue la 10.ª edición del torneo y tuvo lugar en el Saalsporthalle en la ciudad suiza de Zúrich.

## Campeonas

### Individual femenino
Manuela Maleeva venció a  Martina Navratilova por 6–3, 7–6(7–1)

### Dobles femenino
Zina Garrison /  Martina Navratilova vencieron a  Gigi Fernández /  Natasha Zvereva por 6–3, 5–7, 6–3